# Sphaerodoropsis laevis
Sphaerodoropsis laevis är en ringmaskart som beskrevs av Fauchald 1974. Sphaerodoropsis laevis ingår i släktet Sphaerodoropsis och familjen Sphaerodoridae. Inga underarter finns listade i Catalogue of Life.